# Chiesa dello Sposalizio di Maria Vergine (Albino)
La chiesa dello Sposalizio di Maria Vergine è il principale luogo di culto cattolico di Dossello frazione di Albino in provincia e diocesi di Bergamo; fa parte del vicariato di Albino-Nembro. Elevata a chiesa parrocchiale nel 1945.

## Storia
La chiesa presente sul territorio di Dossello, frazione di Albino, passò nel 1931 alla parrocchia di Abbazia da quella di Vallalta. Fu eretta canonicamente a parrocchiale l'8 luglio 1942 con decreto del vescovo di Bergamo Adriano Bernareggi che la dismembrò da Vallalta. Il medesimo vescovo consacrò la chiesa intitolandola allo Sposalizio di Maria Vergine il 21 gennaio 1945, nell'occasione fece dono delle reliquie dei santi Adriano e Pio che furono sigillate nella mensa dell'altare maggiore. 
Il 1959 vide la chiesa oggetto di restauro nella parte interna, e nel decennio successivo furono eseguiti lavori di manutenzione e mantenimento sull'esterno dell'edificio di culto.
Con decreto del vescovo Giulio Oggioni del 27 maggio 1979, la chiesa fu inserita nel vicariato locale di Albino-Nembro.

## Descrizione
L'edificio di culto dal classico orientamento liturgico con abside rivolta a est, ha la facciata molto semplice tripartita da lesene in muratura complete di alta zoccolatura che reggono la trabeazione dove s'imposta il timpano triangolare; questo si presenta con i soli due lati superiori inclinati e mancante di quello inferiore.
Nel settore centrale vi è l'ingresso principale completo di paraste e architrave in serizzo rosso con timpano semicurvo spezzato e cimasa decorata riportante la datazione del 1824.
L'interno a tre navate divise in cinque campate da colonne monolitiche in marmo di Zandobbio. La navata centrale si presenta con la volta a botte mentre le due laterali hanno il soffitto piano. Le colonne sono complete di basamento e capitelli che reggono la trabeazione e il cornicione non praticabile. La zona del presbiterio sopraelevata da tre gradini e preceduta dall'arco trionfale con la volta a botte, è della medesima ampiezza della navata centrale e termina con il coro coperto a catino.